# Parlamentsvalet i Storbritannien 1950
Parlamentsvalet i Storbritannien 1950 var det första parlamentsvalet i Storbritannien efter en hel mandatperiod med en Labourregering.
Valet resulterade i en knapp majoritet för Labour, endast fem mandats övervikt, och regeringen blev tvungen att utlysa ett nytt val 1951.
| Parti                            | Röster     | Platser | Förändring | Andel av rösterna (%) |
| Labour                           | 13 266 176 | 315     | - 78       | 46,1                  |
| Conservative Party               | 11 507 061 | 282     | + 85       | 40,0                  |
| Liberal Party                    | 2 621 487  | 9       | - 3        | 9,1                   |
| National Liberal Party           | 985 343    | 16      | + 5        | 3,4                   |
| Communist Party of Great Britain | 91 765     | 0       | - 2        | 0,3                   |
| Irländska nationalister          | 65 211     | 2       | - 2        | 0,2                   |
| Irish Labour Party               | 52 715     | 0       |            | 0,2                   |
| Oberoende                        | 50 299     | 0       |            | 0,2                   |
| Oberoende Labour                 | 26 395     | 0       |            | 0,1                   |
| Oberoende konservativa           | 24 732     | 0       |            | 0,1                   |
| Sinn Féin                        | 23 362     | 0       |            | 0,1                   |
| Plaid Cymru                      | 17 580     | 0       |            | 0,0                   |
| Oberoende liberaler              | 15 066     | 1       | - 1        | 0,1                   |
| Scottish National Party          | 9 708      | 0       |            | 0,0                   |
| Anti-Partition of Ireland League | 5 084      | 0       |            | 0,0                   |
| Independent Labour Party         | 4 112      | 0       | - 3        | 0,0                   |

Totalt antal avlagda röster: 28 771 124.  Alla partier med fler än 2000 röster visade. Conservative Party inkluderar Ulsterunionister.